# Matz Sandman
 Der er for få eller ingen kildehenvisninger i denne artikel, hvilket er et problem. Du kan hjælpe ved at angive troværdige kilder til de påstande, som fremføres i artiklen.

Matz Sandman (født 19. januar 1948 i Ballangen) er en norsk forfatter, embedsmand og tidligere politiker og minister fra Arbeiderpartiet.
Sandman var børne- og familieminister i Regeringen Gro Harlem Brundtland III i godt et års tid fra 3. november 1990 til 14. november 1991.
Sandman er nu fylkesrådmand i Buskerud, og han har tidligere været rådmand i Tromsø , Bærum og Andøy.
Han er uddannet civiløkonom fra Norges Handelshøyskole, og var i en periode efter uddannelsen økonomichef i Club 7.